# Gajtanovići
Gajtanovići su naseljeno mjesto u općini Foča, Republika Srpska, BiH. Popisano je kao samostalno naselje na popisu 1961., a na kasnijim popisima ne pojavljuje se, jer je 1962. pripojeno Derolovima (Sl.list NRBiH, br.47/62).
Gajtanovići pripadaju fočanskim selima koja od 2000. pa do danas nemaju električne struje.

## Stanovništvo
| Narod     | Popis 1961. |
| --------- | ----------- |
| Hrvati    |             |
| Muslimani | 78          |
| Srbi      | 1           |
| ostali    |             |
| Ukupno    | 79          |